# Naukograd
Naukograd (rusky наукоград, doslova vědní město) je termín pro sídla v souvislosti s vysokou koncentrací výzkumných a vývojových zařízení, která se v nich nacházejí. Název se používal za dob Sovětského svazu, a používá se dodnes v Ruské federaci. Některá taková města byla speciálně postavena pro takovéto účely, některá byla utajována a byla (některá stále jsou) součástí systému tzv. uzavřených měst. Mnoho z takovýchto měst bylo postaveno pracovní silou z gulagů. V dnešní době se tento výraz zpravidla používá pro asi 70 měst, ve kterých probíhá vědecká činnost, výzkum a výroba, a také pro několik měst, která díky takovýmto činnostem získala zvláštní privilegia. 
Nejvýznamnější taková města se nacházejí (asi 30) v Moskevské oblasti. Zbylá se nacházejí v oblastech v Povolží, v blízkosti pohoří Ural a na Sibiři. Stále existuje 10 uzavřených měst, která jsou součástí ruského atomového programu.

## Oficiální naukogrady v Rusku (stav k srpnu 2008)
- Bijsk – sídlo zbrojovky
- Černogolovka – ve městě také působí Ruská akademie věd, probíhají zde fyzikální a chemické výzkumy
- Dubna – mezinárodní jaderné výzkumné středisko
- Frjazino – je zde situován elektronický průmysl, na rozdíl od dřívějších vojenských účelů je v dnešní době výroba spíše koncentrována na potřeby obyvatel.
- Kolcovo (poblíž Akaděmgorodku) – sídlo Státního výzkumného centra virologie a biotechnologie, probíhají zde farmaceutické a lékařské výzkumy
- Koroljov – zařízení vesmírného výzkumu
- Mičurinsk – vojenské letiště
- Obninsk – první město s oficiálním názvem Naukograd (od roku 2000), nacházejí se zde zařízení sloužící pro jaderný, meteorologický a lékařský výzkum
- Petěrgof – bývalá carská rezidence
- Protvino – fyzikální a energetický výzkumný ústav
- Puščino – ve městě působí Ruská akademie věd, probíhají zde biologické výzkumy
- Reutov – ve městě se nachází vojenskoprůmyslová korporace (10 podniků)
- Troick – sídlo výzkumu
- Žukovskij – sídlo leteckého a aerodynamického výzkumu

### Bývalé naukogrady
- Zelenograd – jeden z moskevských obvodů nacházející se 40 km od centra Moskvy, je centrem elektrotechnického průmyslu a výzkumu